# Antwoordnummer
Een antwoordnummer is in  Nederland een postbus waar de ontvanger de kosten voor het versturen van de zending betaalt. Hierdoor hoeft de verzender geen frankering te betalen. Vooral (grote) instanties die de verzender willen motiveren tot het sturen van brieven of uit het oogpunt van servicegerichtheid hebben een antwoordnummer. Een antwoordnummer heeft minimaal 1 cijfer en maximaal 5 cijfers.

## Geschiedenis
Het antwoordnummer werd in 1968 geïntroduceerd als vervanging van het bestaande machtigingsnummer. 
Het machtigingsnummer, dat sinds de jaren twintig bestond, werkte met voorbedrukte enveloppen en kaarten. De eerste regel van de adressering was niet de naam van het bedrijf: de voorgedrukte adressering luidde meestal: 
Antwoordkaart of Antwoordomslag
Machtiging <nummer>
Plaatsnaam
In de rechterbovenhoek stond een cirkel in plaats van de soms gebruikelijke rechthoek, om het plakken van een postzegel te ontmoedigen. Alleen de voorbedrukte kaarten en enveloppen mochten worden gebruikt, het was niet geoorloofd zelf zo'n adres op een brief te schrijven.
Het antwoordnummer was een bedenksel van Aad van den Toorn, automatiseringsdeskundige van de PTT, naar aanleiding van een artikel in Het Parool in 1967, waarin de krant schreef dat lezers enquêteformulieren zonder postzegels konden opsturen, omdat het goedkoper was het strafport te betalen dan gebruik te maken van voorbedrukte enveloppen.
Naast de lagere kosten bleek ook de drempel voor klanten om te reageren veel lager en instellingen en bedrijven waren direct zeer tevreden met de veel hogere respons.

## Kosten
Voor de verzender kost het sturen van een zending naar een antwoordnummer niets. Daarentegen betaalt de ontvanger wél.
Voor het hebben van een antwoordnummer betaalt de ontvanger een bedrag voor het abonnement. Per antwoordzending komt daar een bedrag bij, dat afhankelijk is van het gewicht, het contract en of er een FIM of KIX-code wordt gebruikt.